# Peter Mennigen
Peter Mennigen (* 1952 in Bonn) ist ein deutscher Comic- und Romanautor.

## Leben
Peter Mennigen absolvierte ein Kunststudium in Köln. Nach Abschluss seines Studiums ist er seit 1977 als Autor tätig. Er war lange als Haupt-Autor der langlebigen Comicserie Gespenster Geschichten tätig und schrieb auch zahlreiche andere Comicserien für den Bastei-Verlag. Daneben trat er als Comicautor für Alf, Lucky Luke, Isnogud, Prinz Eisenherz, Graf Duckula und zahlreiche andere Serien in Erscheinung. Mennigen schrieb auch Romanadaptionen von Film- und Fernsehstoffen sowie Hörspiele und TV-Drehbücher.
1977 übernahm Peter Mennigen bei Bastei die wöchentlich erscheinende Serie „Gespenster Geschichten“. Kurz darauf arbeitete er an weiteren Reihen wie Phantom, Bessy, Lasso, Silberpfeil oder Conny. Die Umstellung des Verlages vom reinen Comic-Lizenznehmer zum Comic-Produzenten wurde ein Erfolg. Deshalb erweiterte der Verlag in den kommenden Jahren kontinuierlich die Programmpalette. Dabei beschränkte man sich nicht mehr nur auf die Fortführung von Lizenz-Serien, sondern entwickelte zunehmend eigene Comic-Reihen, wie Vanessa, Arsat oder Manos – Der Dämonenjäger. Peter Mennigen schrieb den Großteil der Skripte für diese meist wöchentlich oder vierzehntäglich erscheinenden Hefte. Als Höhepunkte dieser Phase nennt der Autor die Zusammenarbeit mit Esteban Maroto an der Reihe Manos, mit Morris an Lucky Luke und mit Jean Tabary an Isnogud.
Nach dem Tod des Verlegers Gustav Lübbe Anfang der neunziger Jahre kam es bei Bastei zu Umstrukturierungen. Im Zuge derer wurde die Jugendredaktion fast komplett aufgelöst, die Eigenproduktionen zunächst auf ein Minimum heruntergefahren und später ganz eingestellt. Zu diesem Zeitpunkt hatte Peter Mennigen sein Betätigungsfeld bereits erweitert und verfasste Bücher und Hörspiele. Zudem schrieb er Drehbücher fürs Fernsehen.
In den Jahren vor und nach dem Jahrtausendwechsel arbeitete Mennigen vorwiegend für Egmont bzw. den Ehapa Verlag (Disney Titel) und den Ravensburger Verlag. In diese Zeit fiel auch seine Kooperation mit internationalen Teams im Auftrag der „Europäischen Union“. Bei diesen europaweit angelegten Projekten zeichnete er für die Konzeption und/oder Inhalte verantwortlich.
Von 2000 bis 2001 textete er zusammen mit Bernhard Lassahn die neuen Lurchi-Hefte.
Es folgte eine mehrjährige Zusammenarbeit mit dem WWF und dem WDR, aus der viele „Käpt’n Blaubär“-Geschichten hervorgingen. Außerdem verfasste er damals Skripte für TV-Reihen im Auftrag von RTL, RTV und Nickelodeon.
Im Jahr 2002 produzierte Peter Mennigen erstmals einen Film, der auf dem „Münchener Filmfestival“ uraufgeführt und mehrfach im deutschen Fernsehen ausgestrahlt wurde.
Seit Anfang der 2000er Jahre verfasst der Autor verschiedene eigenproduzierte Serien wie z. B. "Jessy" für Panini.
Als der Tigerpress Verlag im Jahr 2008 eine Neuauflage der „Gespenster Geschichten“ von Bastei plante, konzipierte Peter Mennigen die Figur des "Malcolm Max", eines Dämonen- und Vampirjägers im viktorianischen London. Die ersten beiden Geschichten wurden als Hörspiel-Beilagen für die Gespenster-Nachdrucke produziert. Ab 2011 erschienen die Malcolm Max Hörspiele in der Reihe "Geister-Schocker" von Romantruhe-Audio. Im März 2013 erschien dann das erste Malcolm Max Comic Album im Splitter Verlag. Die zeichnerische Umsetzung übernahm der Frankfurter Künstler Ingo Römling.
Parallel zu der Arbeit an Malcolm Max schrieb Mennigen Szenarien für die bei Bastei neu konzipierte und ab 2012 publizierte E-Book- und Hörbuch-Reihe "Cotton Reloaded".